# 71e cérémonie des New York Film Critics Circle Awards
La 71e cérémonie des New York Film Critics Circle Awards, décernés par le New York Film Critics Circle, a eu lieu le 12 décembre 2005, et a récompensé les films réalisés dans l'année.

## Palmarès

### Meilleur film
- Le Secret de Brokeback Mountain (Brokeback Mountain)
  - A History of Violence
  - Good Night and Good Luck
  - Munich
  - Le Nouveau Monde (The New World)

### Meilleur réalisateur
- Ang Lee pour Le Secret de Brokeback Mountain (Brokeback Mountain)
  - David Cronenberg pour A History of Violence
  - Steven Spielberg pour Munich

### Meilleur acteur
- Heath Ledger pour le rôle de Ennis del Mar dans Le Secret de Brokeback Mountain (Brokeback Mountain)
  - Philip Seymour Hoffman pour le rôle de Truman Capote dans Truman Capote
  - Viggo Mortensen pour le rôle de Tom Stall / Joey Cusack dans A History of Violence
  - Terrence Howard pour le rôle de DJay dans Hustle and Flow

### Meilleure actrice
- Reese Witherspoon pour le rôle de June Walker dans Walk the Line
  - Emmanuelle Devos pour le rôle de Nora Cotterelle dans Rois et Reine
  - Zhang Ziyi pour le rôle de Chiyo puis Sayuri dans Mémoires d'une geisha (Memoirs of a Geisha)
  - Q'Orianka Kilcher pour le rôle de Rebecca dans Le Nouveau Monde (The New World)
  - Judi Dench pour le rôle de Laura Henderson dans Madame Henderson présente (Mrs. Henderson Presents)

### Meilleur acteur dans un second rôle
- William Hurt pour le rôle de Richie Cusack dans A History of Violence
  - Mathieu Amalric pour le rôle de Louis dans Munich
  - Terrence Howard pour ses rôles dans Collision, Quatre frères et Réussir ou mourir

### Meilleure actrice dans un second rôle
- Maria Bello pour le rôle de Edie Stall dans A History of Violence
  - Catherine Keener pour ses rôles dans Truman Capote, The Ballad of Jack and Rose, 40 ans, toujours puceau
  - Diane Keaton pour le rôle de Sybill Stone dans Esprit de famille (he Family Stone)

### Meilleur scénario
- Les Berkman se séparent (The Squid and the Whale) – Noah Baumbach
  - Le Secret de Brokeback Mountain (Brokeback Mountain) – Larry McMurtry et Diana Ossana
  - Munich – Tony Kushner

### Meilleure photographie
- Mémoires d'une geisha (Memoirs of a Geisha) – Christopher Doyle, Yiu-Fai Lai et Pung-Leung Kwan
  - Good Night and Good Luck – Robert Elswit
  - Le Nouveau Monde (The New World) – Emmanuel Lubezki

### Meilleur film en langue étrangère
- Mémoires d'une geisha (Memoirs of a Geisha) •  Allemagne /  Chine /  France /  Hong Kong
  - Caché •  Autriche /  France
  - Comme une image •  France

### Meilleur film d'animation
- Le Château ambulant (ハウルの動く城, Hauru no ugoku shiro)
  - Wallace et Gromit : Le Mystère du lapin-garou (The Curse of the Were-Rabbit)
  - Les Noces funèbres (Corpse Bride)

### Meilleur premier film
- Bennett Miller pour Truman Capote
  - Miranda July pour Moi, toi et tous les autres (Me and You and Everyone We Know)
  - Phil Morrison pour Junebug

### Meilleur documentaire
- Grizzly Man (ex æquo) 
 The White Diamond
  - La Marche de l'empereur
  - The Aristocrats